# Шухардт, Карл
Карл Шухардт (нем. Carl Schuchhardt; 6 августа 1859 — 7 декабря 1943) — немецкий археолог, директор музея, исследователь доисторического периода Европы.

## Биография
Карл Шухардт изучал классическую филологию, современные языки и археологию в университетах Лейпцига, Гёттингена и Гейдельберга. С 1882 года работал преподавателем. По рекомендации Теодора Моммзена получил грант на археологическое путешествие, и вместе с Моммзеном осуществил в 1886—1887 гг. поездку по археологическим памятникам Греции и Малой Азии, участвовал в раскопках Пергама, обнаружил развалины античного Колофона.
В 1888 году был назначен директором Кестнеровского музея в своём родном городе Ганновере. На этой должности опубликовал ряд археологических исследований. В 1908 году занял должность директора археологического департамента Этнологического музея в городе Берлине, и занимал эту должность до своего ухода на пенсию в 1925 году. Осуществил ряд раскопок доисторической эпохи в окрестностях Потсдама, а также на Арконе. В 1926 году выпустил работу посвященную трём самым знаменитым славянским крепостям Германии Арконе, Ретре и Винете (Юлин, Волин, Йомсбург).
В 1909 году Карл Шухардт основал журнал Prähistorische Zeitschrift («Доисторический журнал»). В последующие годы был вовлечён в долгую дискуссию с другим ведущим немецким археологом, Густавом Коссинной, по вопросу, допустимо ли интерпретировать археологические культуры как этносы. Одним из предметов дискуссии была интерпретация найденного в 1913 году Эберсвальдского клада. В археологии периода нацистской Германии получили распространение взгляды Шухардта.
В послевоенный период, в связи с ростом критического отношения к наследию его оппонента Коссинны, взгляды Шухардта оказали большое влияние на западногерманскую археологию.
Его сын Вальтер Хервиг пошёл по стопам отца и также посвятил свою жизнь археологии.